# Charles Denny
Charles Denny   (Southwark, 17 de març de 1886 - Londres, 8 de gener de 1971) va ser un ciclista britànic que va competir a començaments del segle xx.
El 1908 va prendre part en els Jocs Olímpics d'Estiu de Londres, on va guanyar la medalla de plata en la prova dels 100 quilòmetres, per darrere del seu compatriota Charles Henry Bartlett i per davant del francès Octave Lapize.